# Herz-Jesu-Kirche (Dresden)

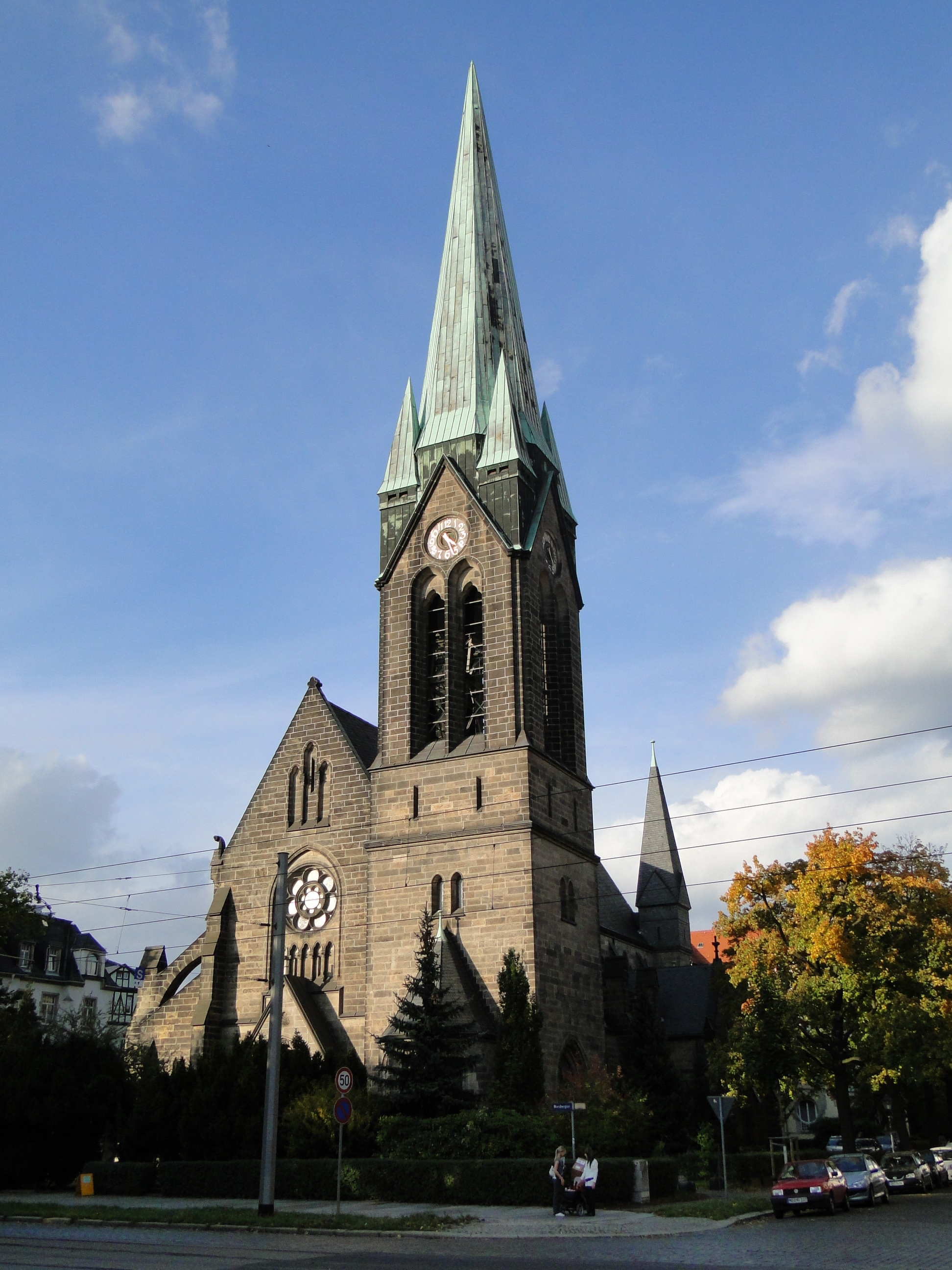
Blick von der Borsbergstraße auf die Herz-Jesu-Kirche

Die katholische Herz-Jesu-Kirche in Dresden wurde vom Architekten August Menken entworfen und 1905 eingeweiht. Die neugotische Kirche ist dem heiligsten Herzen Jesu als Patronat geweiht. Sie steht auf dem Grundstück der Borsbergstraße 15 im Dresdner Stadtteil Striesen an der Grenze zur Johannstadt und ist die zweitgrößte Kirche des Dekanats Dresden.

## Geschichte und Architektur

Blick vom Portal in den Kirchinnenraum

Die Stifterin Veronika Fischer († 1913) machte durch ihre großzügige Spende den Aufbau der dringend benötigten Kirche im expandierenden Teil Dresdens um die Jahrhundertwende möglich. Die neugotische Kirche wurde 1903–1905 nach Plänen von August Menken aus Berlin erbaut. In den Jahren 1973–1976 wurde der Turmhelm vereinfacht, die Ausstattung reduziert und der Altarraum durch Egon Körner neu gestaltet. Das Kupferdach wurde 2016 ausgetauscht. Am 1. April 1947 wurde die Lukaspassion von Rudolf Mauersberger in der Kirche uraufgeführt.
Die neugotische Kirche ist eine Basilika mit sechs Jochen und endet in einem einjochigen Chor mit polygonalem Schluss. Das Hauptportal zur Borsbergstraße ist mit Säulenschäften aus Rochlitzer Porphyrtuff versehen und wird von einem Wimperg bekrönt.
Im Zweiten Weltkrieg wurde die Kirche wie durch ein Wunder vor der Zerstörung bewahrt. Nur die Fenster der Kirche wurden zerstört und später durch eine neue Verglasung nach Entwürfen von Bruno Seener ersetzt, für die Pfarrer Johannes Derksen einen Themenzyklus erarbeitet hatte. Die neuen Fenster zeigen biblische Szenen, wie zum Beispiel „Die Geburt unseres Herrn Jesus Christus“ oder im Altarraum eine der schönsten Christusdarstellungen Dresdens „Der gute Hirte“. Eine Restaurierung mit Anbringung von Schutzglas an den Fenstern konnte im Jahr 2001 durchgeführt werden. Der neugotische Steinaltar enthält eine Reliquie der Heiligen Donata. Auffallend ist der reiche bauplastische Schmuck an den Portalen und an den Kapitellen im Inneren mit Pflanzenmotiven (Efeu, Weinlaub, Eiche und Kastanie) sowie mit Tieren (Bär, Löwe, Eichhörnchen, Vögel und Schnecke). Über dem zweiteiligen Hauptportal befindet sich eine Christusstatue mit dem Heilandsruf (Mt 11,29 ). Von der neugotischen Ausstattung sind erhalten: Reste des Hochaltars (heutiger Nebenaltar), der Altartisch mit Tabernakel, die Kanzel, der Taufstein und ein reiches schmiedeeisernes Gitter zwischen Vorhalle und Schiff.

## Geläut
Kurz nach der Kirchweihe lieferte die renommierte Glockengießerei Otto aus Hemelingen/Bremen ein vierstimmiges Bronzeglockengeläut mit einem Gewicht von fast 6,5 Tonnen. Die Glocken fielen den Glockenbeschlagnahmen des Ersten Weltkrieges zum Opfer. Im Jahr 1928 wurden neue OTTO-Glocken gelieferte, die aber im Zweiten Weltkrieg eingeschmolzen wurden. Die beiden Otto-Geläute hatten die gleiche Disposition wie das heutige Geläute. Der Glockenstuhl beherbergt heute vier Glocken mit den Nominalen h0 – dis1 – fis1 – gis1, mit diesen Tönen beginnt der  Kirchenchoral „Salve Regina“. Die große Glocke, mit einem Durchmesser von 1,65 m und dem Nominal h0, die die Inschrift „Hoffnung 1989“ trägt, wurde 1986 im VEB Glockengießerei Apolda gegossen und war ursprünglich für den Französischen Dom in Berlin bestimmt. Da die 2800 kg schwere Glocke aber klanglich zu tief für das Glockenspiel des Doms war, dafür aber in das Geläut der Herz-Jesu-Kirche passte, wurde sie mit aufgenommen. Die „Drei-Königs-Glocke“ mit dem Nominal dis1 ist 1770 kg schwer und hat einen Durchmesser von 1,35 m. Gegossen wurde sie am 22. September 1990 bei der Fa. Metz in Karlsruhe. Als Inschrift trägt sie das Zitat von Joachim Kardinal Meisner vom Katholikentreffen 1987 in Dresden: „Wir wollen keinem anderen Stern folgen als dem von Betlehem“. Dazu ist das Relief der Heiligen Drei Könige, wie sie dem Stern zu Betlehem folgen, eingemeißelt. In der „Mater-Dolorosa-Glocke“ ist die Pietà und das Bibelzitat aus dem Lukasevangelium „Selig, die ihr jetzt weint, denn ihr werdet lachen“ (Lk 6,21 ) eingeschrieben. Sie erklingt mit dem Nominal fis1 und hat ein Gewicht von 976 kg. Die kleinste Glocke, die als einzige aus dem Jahr 1929 erhalten blieb und im Zweiten Weltkrieg nicht eingeschmolzen wurde, wiegt 525 kg und erklingt mit dem Nominal gis1. Das komplette Geläut, wie es in dieser Kombination seit dem Weihnachtsfest 1990 im Dresdner Stadtteil Johannstadt zu hören ist, erklingt nur an besonderen Hochfesten der Katholischen Kirche. Zu normalen Gottesdiensten erklingt das Geläut mit dis1 – fis1 – gis1. Zum Engel des Herrn um 12:00 Uhr sowie um 18:00 Uhr läutet derzeit nur eine Glocke. Zu jeder Viertelstunde ertönt ein Anschlag (nach 15 Minuten – 1 Anschlag; nach 30 – 2 Anschläge; nach 45 – 3 Anschläge; nach 60 – 4 Anschläge), zur vollen Stunde zusätzlich in einem tieferen Ton die Anzahl der Stunden. Die Uhrzeit wird in der Zeit von 8:00 Uhr bis 19:00 Uhr angeschlagen.

## Orgel

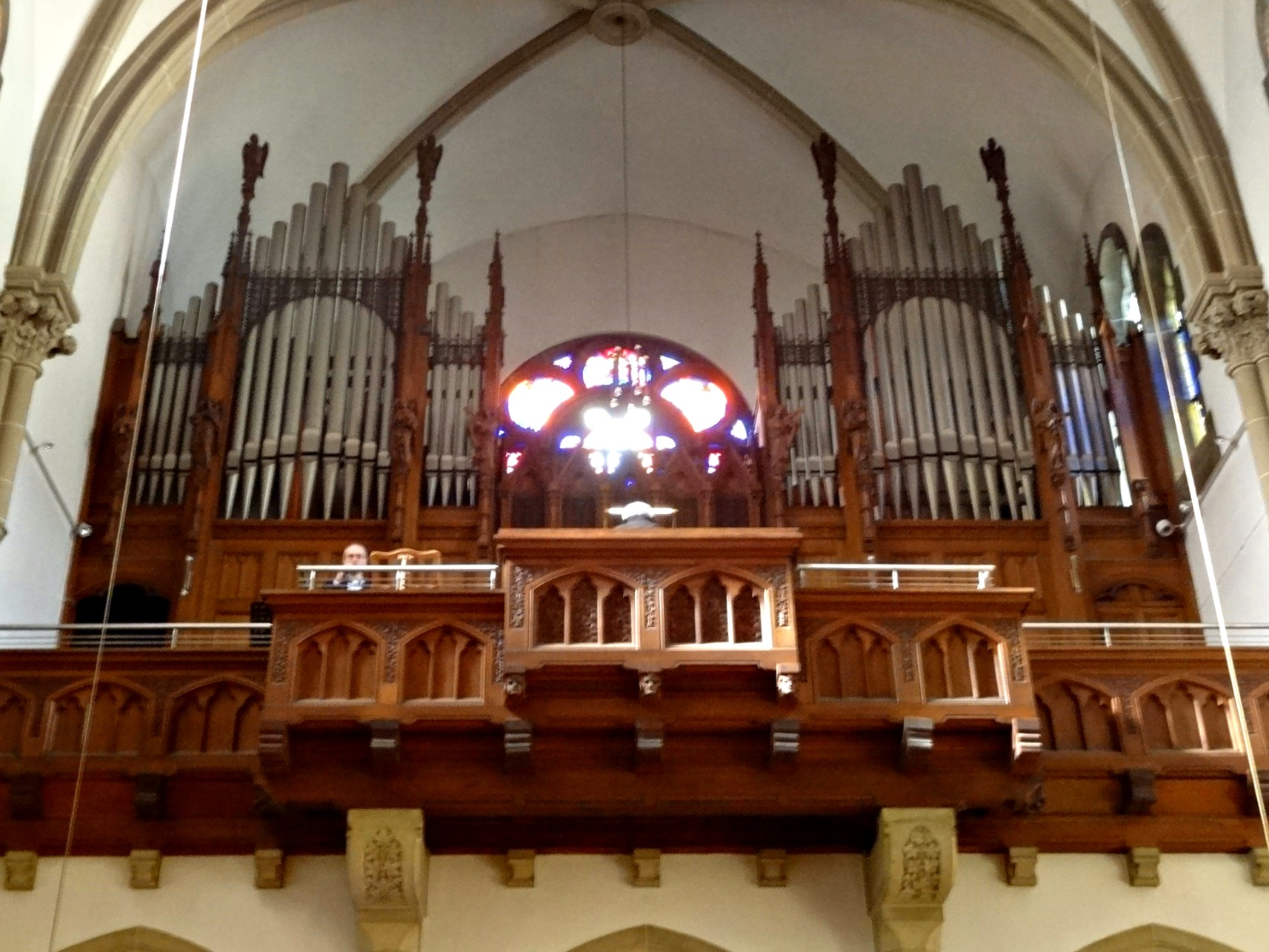
Prospekt der Jehmlich-Orgel

Die romantische Orgel, von der Landesältesten Veronika Fischer gestiftet, wurde 1909 von den Gebrüdern Jehmlich erbaut. Die Orgel hat eine pneumatische Traktur und Kegelwindladen. Sie hat 37 Register, die auf drei Manuale und Pedal verteilt sind. In den seitlichen Prospektfeldern sind 34 Pfeifen aus den Registern Prinzipalbaß 16′, Oktavbaß 8′ und Prinzipal 8′ angeordnet. Bei einer sechs Monate dauernden Restaurierung 1990 durch die Fa. Jehmlich wurde keine eventuell in Betracht gezogene Dispositionsänderung vorgenommen. Eine größere Reparatur der Orgel im Juni 2006 ergab weitere klangliche Verbesserungen.
An der Jehmlich-Orgel finden regelmäßig vielbeachtete Orgelmusiken statt. Die Orgel hat folgende Disposition:
| I Hauptwerk C–a3 |                     |     |
| 1.               | Bordun              | 16′ |
| 2.               | Prinzipal           | 8′  |
| 3.               | Konzertflöte        | 8′  |
| 4.               | Quintatön           | 8′  |
| 5.               | Gambe               | 8′  |
| 6.               | Dolce               | 8′  |
| 7.               | Oktave              | 4′  |
| 8.               | Rohrflöte           | 4′  |
| 9.               | Oktave (aus Nr. 10) | 2′  |
| 10.              | Kornett III–V       |     |
| 11.              | Mixtur IV           |     |
| 12.              | Trompete            | 8′  |

| II Schwellwerk C–a3 |            |     |
| 13.                 | Gedackt    | 16′ |
| 14.                 | Prinzipal  | 8′  |
| 15.                 | Rohrflöte  | 8′  |
| 16.                 | Salicional | 8′  |
| 17.                 | Flöte      | 4′  |
| 18.                 | Gemshorn   | 4′  |
| 19.                 | Piccolo    | 2′  |
| 20.                 | Mixtur IV  |     |
| 21.                 | Oboe       | 8′  |

| III Schwellwerk C–a3 |                       |    |
| 22.                  | Geigenprinzipal       | 8′ |
| 23.                  | Fernflöte             | 8′ |
| 24.                  | Lieblich Gedackt      | 8′ |
| 25.                  | Viola                 | 8′ |
| 26.                  | Aeoline               | 8′ |
| 27.                  | Vox coelestis (ab c0) | 8′ |
| 28.                  | Spitzflöte            | 4′ |
| 29.                  | Oktave                | 2′ |

| Pedal C–f1 |                        |     |
| 30.        | Prinzipal              | 16′ |
| 31.        | Subbass                | 16′ |
| 32.        | Gedacktbass (= Nr. 13) | 16′ |
| 33.        | Quintatönbass          | 16′ |
| 34.        | Oktavbass              | 8′  |
| 35.        | Dolcebass (= Nr. 25)   | 8′  |
| 36.        | Posaune                | 16′ |
| 37.        | Trompete               | 8′  |

- Koppeln: 6 Normalkoppeln, Superoktavkoppel I/I, II/I, II/II, Suboktavkoppel III/II.
- Spielhilfen: 4 feste Kombinationen (p, mf, f, ff = Tutti), 2 freie Kombinationen, Crescendowalze, automatische Pedalumschaltung, Absteller für Walze, Handregister, Zungenregister, Koppeln.

## Gemeindeleben

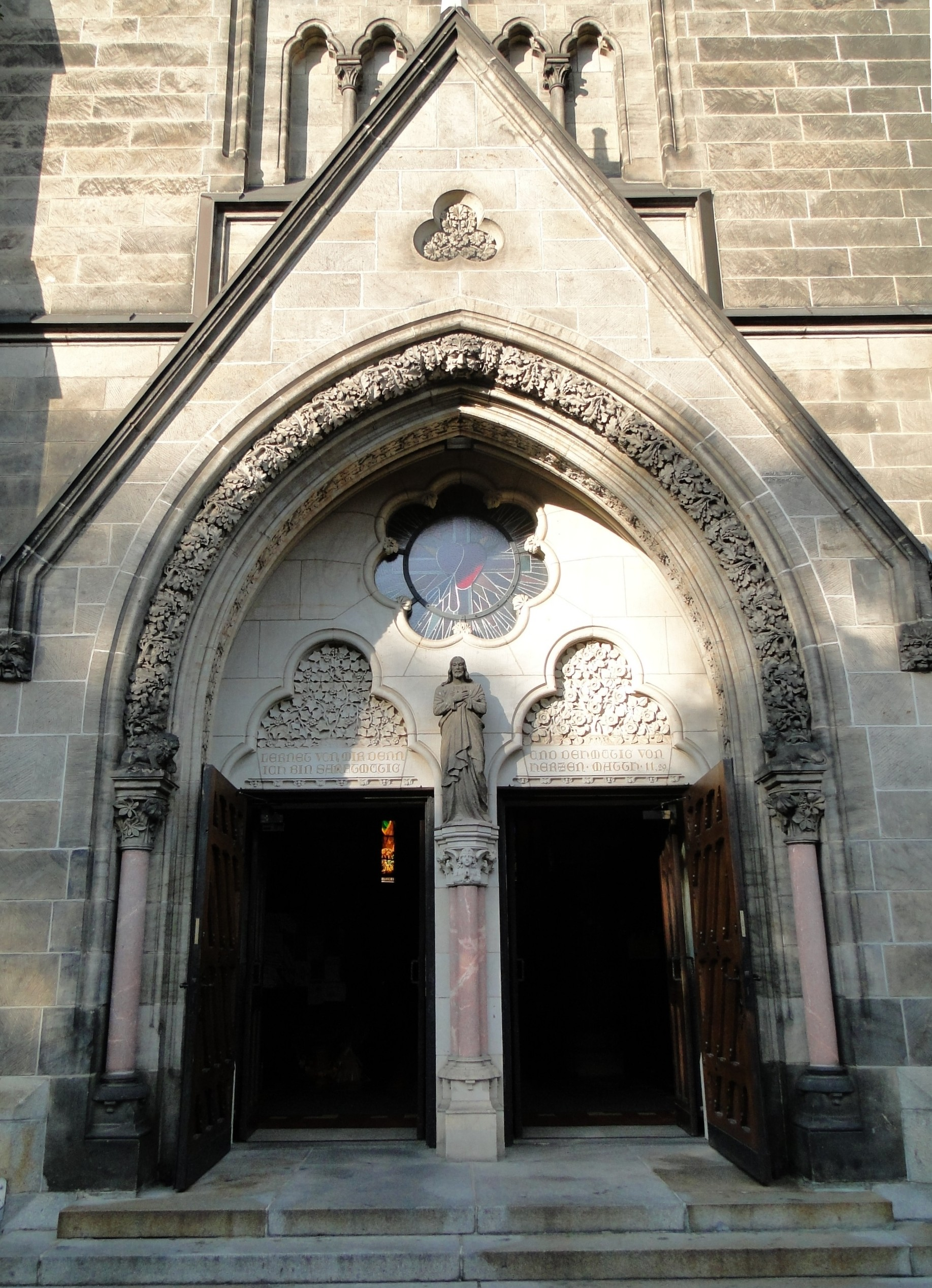
Portal der Herz-Jesu-Kirche

Erster Pfarrer der 1904 gegründeten Pfarrei war bis 1912 Wilhelm Rudoph. Nach dem Zweiten Weltkrieg war der Priesterschriftsteller Johannes Derksen von 1949 bis 1963 Pfarrer der Herz-Jesu-Pfarrei. Ihm wird der seelsorgliche Wiederaufbau der Gemeinde nach dem Krieg zugeschrieben. Zum 50-jährigen Kirchweihjubiläum erfolgte unter seiner Leitung eine umfassende Renovierung der Kirche sowie die Ausstattung mit neuen Kirchenfenstern.

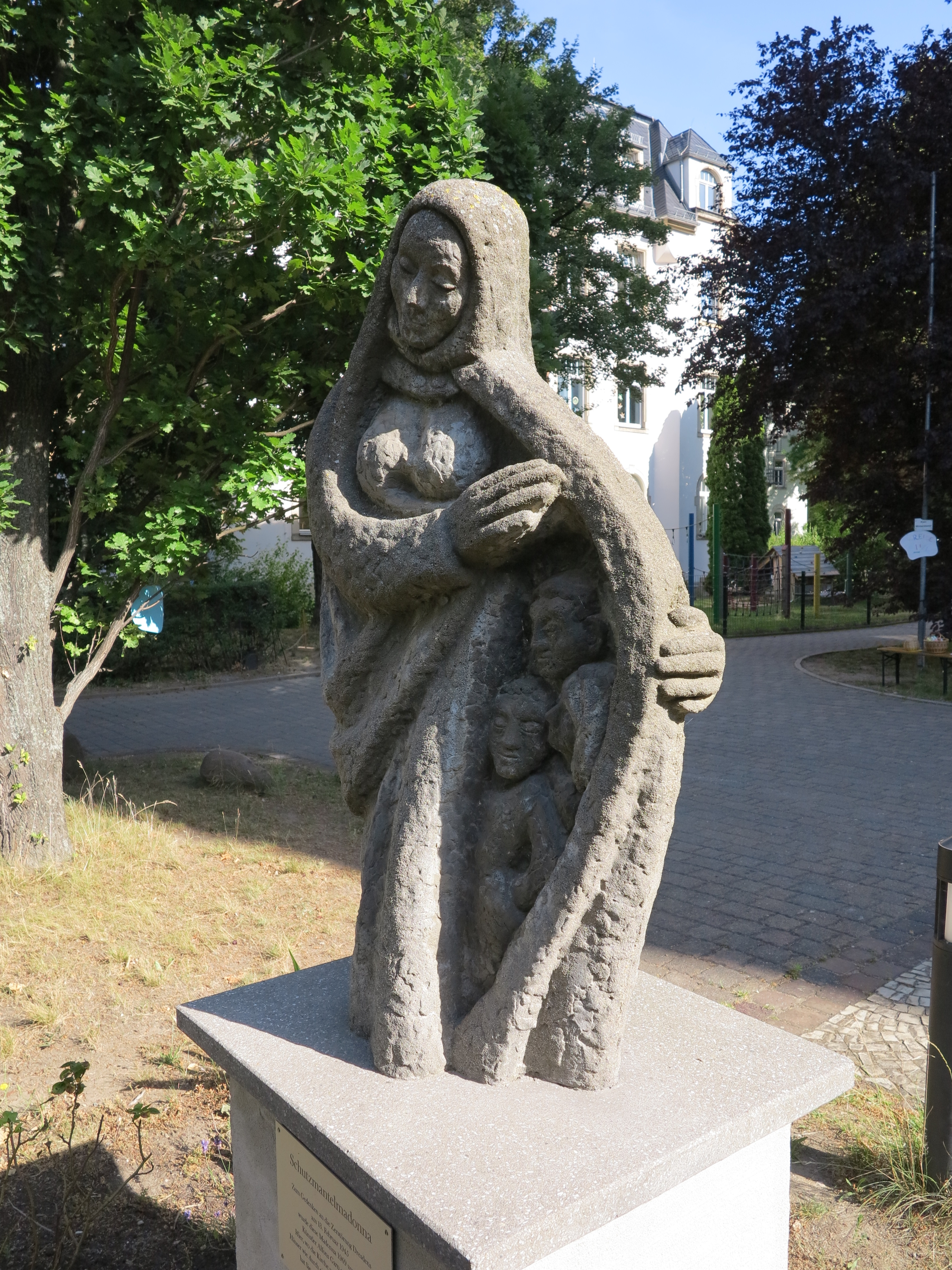
Schutzmantelmadonna vor der Herz-Jesu-Kirche

1969 wurde zum Gedenken an die Zerstörung Dresdens am 13. Februar 1945 eine Schutzmantelmadonna des Künstlers Alfons Garn auf der Grünfläche vor der Kirche aufgestellt. 
In der Zeit der Deutschen Wiedervereinigung war von 1987 bis 1991 der vorherige Studentenpfarrer Eberhard Prause Pfarrer von Herz Jesu. Von 1991 bis 1997 war Michael Bautz Gemeindepfarrer der Herz-Jesu-Gemeinde. In dieser Zeit konnte durch seinen Einsatz ein katholischer Kindergarten in der Nähe der Pfarrei geschaffen werden, das Gemeindezentrum im Pfarrhaus eingebaut und Renovierungsarbeiten an der Außenfassade und an den Farbglasfenstern der Kirche durchgeführt werden.
Von 1995 bis 2001 war Gottfried Swoboda als Pfarrer für diese Kirchgemeinde tätig. 2004 wurde in der Kirche die Osternacht zusammen mit Bischof Joachim Reinelt und dem Apostolischen Nuntius Erwin Josef Ender gefeiert.
Zum Weltjugendtag 2005 in Köln wurde das offizielle Weltjugendtagskreuz im Rahmen einer 40-tägigen Fußwallfahrt von Dresden nach Köln in die Herz-Jesu-Kirche getragen. Die Kirche war eine der ersten Stationen dieser Wallfahrt.
Im November 2005 feierte die Gemeinde das 100-Jährige Kirchweihjubiläum mit einer Festwoche und einem Pontifikalamt.
Im Bereich der Ökumene gibt es viele erfolgreiche gemeinsame Schritte aufeinander zu, so beispielsweise der traditionelle ökumenische Gottesdienst mit der benachbarten ev.-luth. Erlöser-Andreas-Kirchgemeinde, ab dem Jahr 2000 durch Fusion Johanneskirchgemeinde, am Reformationstag. Der gemeinsame Gottesdienst beginnt in der katholischen Herz-Jesu-Kirche und wird dann nach einer großen Prozession zur Ruine der evangelischen Trinitatiskirche dort abgeschlossen. Bereits zum Ökumenischen Kirchentag 2003 in Berlin wurde dieses Projekt an einem gemeinsamen Stand präsentiert.
Die Kirchgemeinde ist geprägt durch viele Gruppen und Kreise, dazu gehören u. a. die Jugend, die Lektoren oder der Kirchenchor. Viele Ämter in der Kirche werden durch ehrenamtliche Helfer besetzt, so zum Beispiel der Dienst des Küsters oder der Kommunionhelfer.